# توقع الخصوصية
توقع الخصوصية هو اختبارٌ قانوني أساسي في تحديد نطاق قابلية تطبيق حمايات الخصوصية التابعة للتعديل الرابع على دستور الولايات المتحدة. يتعلق هذا الأمر بالحق في الخصوصية، ولكنه ليس نفسه، فالحق في الخصوصية هو مفهوم أوسع بكثير وموجود في العديد من النظم القانونية.

## نظرة عامة
هناك نوعان من توقع الخصوصية:
- توقع الخصوصية الذاتي: وهو رأي فرد معين بأن مكانًا أو حالة معينة هي خاصة؛ وهو يختلف بشكل كبير من شخص إلى آخر.
- توقع الخصوصية الموضوعي، والمشروع، والمنطقي: وهو توقع خصوصية يصفه المجتمع بشكل عام وقد يحميه القانون أيضًا.

من الأمثلة على الأماكن التي يملك فيها الشخص توقعًا منطقيًا للخصوصية هي مكان إقامة الشخص أو غرفته الفندقية، والأماكن العامة التي وُفّرت بشكل خاص من قبل شركات الأعمال أو القطاع العام بهدف تأمين الخصوصية، مثل المراحيض العامة، أو أجزاء خاصة من السجون، أو كشك الهاتف.
بشكل عام، لا يمكن للشخص أن يملك توقعًا منطقيًا لخصوصية للأشياء التي توضع في مساحة عامة. لا يوجد حقوق خصوصية في النفايات المتروكة للجمع في مكان عام. تشمل الأمثلة الأخرى ما يلي: سجلات الهواتف العمومية التي تسجل الأرقام المطلوبة من هواتف معينة؛ والمحادثات مع الآخرين، على الرغم من أنه قد يكون هناك انتهاك للتعديل السادس إذا أرسلت الشرطة فردًا لاستجواب مُدعى عليه سبق وأن اتُهمَ رسميًا؛ والخصائص الجسدية للشخص، مثل الصوت والكتابة الخطية؛ وما يُلاحظ وفقًا للمراقبة الجوية التي تتم في المجال الجوي العام للملاحة دون استخدام المعدات التي تعزز بشكل غير منطقي رؤية المسؤول الحكومي الذي يجري عملية المسح؛ وأي شيء في الحقول المفتوحة (في حظيرة على سبيل المثال)؛ والروائح التي يمكن اكتشافها عن طريق استخدام كلب شم المخدرات أثناء توقف مروري روتيني، حتى لو لم يكن لدى المسؤول الحكومي سبب محتمل أو شك معقول في الاشتباه بوجود المخدرات في مركبة المدعى عليه؛ وبقايا الطلاء على السطح الخارجي للسيارة.
وبينما قد يملك الشخص توقعًا ذاتيًا للخصوصية في سيارته/سيارتها، فهو لا يكون دائمًا توقعًا موضوعيًا، على عكس ما يتعلق بمنزل الشخص.

## الخصوصية والتفتيش
توقع الخصوصية أمر بالغ الأهمية في التمييز بين عمليات الشرطة المُبررة والمشروعة في التفتيش والحجز من تلك غير المُبررة.
يحدث «التفتيش» لأغراض تعود إلى التعديل الرابع عندما تنتهك الحكومة «التوقع المنطقي للخصوصية» للشخص. في قضية كاتز ضد الولايات المتحدة (1967)، نشر القاضي «هارلن» رأيًا مؤيدًا يصيغ فيه الاختبار ذي الشقَين الذي اعتمدته المحكمة العليا الأمريكية لاحقًا كاختبار لتحديد ما إذا كان تفتيش الشرطة أو الحكومة يخضع لقيود التعديل الرابع:
- يجب أن يتعارض الإجراء الحكومي مع توقعات الفرد الفعلية والذاتية بالخصوصية.
- يجب أن يكون توقع الخصوصية معقولًا، بمعنى أن المجتمع بشكل عام يعترف به على هذا النحو.

لتلبية الجزء الأول من الاختبار، يجب على الشخص الذي أُخذَت منه المعلومات أن يثبت أنه، في الواقع، كان لديه توقع فعلي ذاتي بأن الأدلة المأخوذة لن تكون متاحة للعامة. بمعنى آخر، يجب على الشخص الذي يؤكد أن تفتيشا قد حصل أن يوضح أنه يحتفظ بالأدلة بطريقة مصممة لضمان خصوصيتها.
يتعلق الجزء الأول من الاختبار بمفهوم «على مرأى الأعين». أي إذا لم يقم الشخص بجهود معقولة لإخفاء شيء ما من مراقب عرَضي (على عكس المتطفل)، عندئذٍ لا يُفترض أي توقع ذاتي للخصوصية.
يُحلل الجزء الثاني من الاختبار بشكل موضوعي: هل سيعتبر المجتمع بشكل عام توقع الشخص للخصوصية معقولًا؟ إذا كان من الواضح أن الشخص لم يحتفظ بالأدلة التي تشكل موضوع النقاش في مكان خاص، فلن يلزم إجراء أي تفتيش للكشف عن الأدلة. على سبيل المثال، لا يوجد عمومًا أي تفتيش عندما يبحث أفراد الشرطة في القمامة لأن الشخص المنطقي لن يتوقع أن تبقى المواد الموضوعة في القمامة خاصةً بالضرورة. لا يملك الفرد توقعات مشروعة للخصوصية فيما يخص المعلومات المقدمة إلى أطراف ثالثة. في قضية سميث ضد ماريلاند (1979)، قضت المحكمة العليا بأن الأفراد لا يملكون «توقعات مشروعة بالخصوصية» فيما يتعلق بأرقام الهواتف التي يطلبونها لأنهم يقدمون عن سابق معرفة هذه المعلومات إلى شركات الهواتف عندما يتصلون برقم ما. لذلك، لا يوجد تفتيش حين يراقب المسؤولون أرقام الهواتف التي يتصل بها الفرد، على الرغم من أن الكونغرس قد سن قوانين تقيّد مثل هذه المراقبة. قضت المحكمة العليا أيضًا بأنه لا يوجد توقع معقول موضوعي للخصوصية (وبالتالي لا يوجد تفتيش) عندما يراقب أفراد الشرطة منزل المشتبه فيه وهم يحومون في طائرة هليكوبتر على ارتفاع 400 قدم فوق المنزل. قضت محكمة الاستئناف الأمريكية للدائرة السادسة في عام 2010 بأن المستخدمين يملكون توقعات معقولة بالخصوصية في محتويات بريدهم الإلكتروني في قضية الولايات المتحدة ضد ورشاك، رغم أنه لم تحذُ أي محكمة استئناف أخرى حذوها.

## في الفضاء الإلكتروني
هناك مقال لـ«إلكر» و«أوكتم» (2012) بعنوان «توقع الخصوصية في الفضاء الإلكتروني: التعديل الرابع لدستور الولايات المتحدة وتقييم الحالة التركية» ويبدأ هذا المقال من خلال تقديم تعاريف عملية لمفاهيم الخصوصية، وتوقع الخصوصية، والفضاء الإلكتروني. عند تقديم هذه التعاريف، تمكن المؤلفون وقتها من عرض أي نوع من الفضاء الإلكتروني سيتطرقون إليه، وبعد ذلك وقت الشرعية الذي سيتحدثون عن معالجته في بيئة إلكترونية. عملت هذه التعاريف على إيجاد فهم أفضل لكيفية عملهم معًا. حدد المؤلفون أن هناك حاجة إلى سياسة لمعالجة الخصوصية في الفضاء الإلكتروني. يقيّم المقال مدى القانون وكيف يمكنه أن يحمي توقعات الأشخاص للخصوصية ضمن البيئة الإلكترونية. يتحدث المقال عن توقعات الخصوصية في الفضاء الإلكتروني أثناء مناقشة التعديل الرابع لدستور الولايات المتحدة. يوفر التعديل الرابع لمواطني الولايات المتحدة الحماية لأنفسهم، ولمنازلهم، ومن عمليات التفتيش والحجز غير المبررة. إذا انتُهكت تلك، فهناك عقوبات معقولة للطرف المنتهك.
ولكن، يشير المقال إلى أن التعديل الرابع لا يحمي الأفراد من الخصوصية المعلوماتية. وقد ثبت أنه نظرًا لقدرة الحكومة على الاستيلاء على أي عنصر، فستكون قادرة على الوصول إلى المعلومات التي تريدها أو تحتاجها. يركز المقال على التعديل الرابع وكيف ينطبق على فك تشفير اتصال عبر الإنترنت وكيف لا يمكن تجاوز التوقعات المعقولة للخصوصية. بمعنى آخر، لا يمكن لهذا النوع من الاتصال انتهاك حقوق التعديل الرابع. أخيرًا، يعرض المقال حالة الخصوصية خلال زمن كتابته ويقارنها بالخصوصية في الأنظمة القضائية التركية. يولي المؤلفون اهتمامًا خاصًا بكيف أنه من الضروري وجود رغبة سياسية قوية لتأمين قضايا الخصوصية في المجتمع وتحديداً في الفضاء الإلكتروني.

## قضايا المحكمة
في قضية فلوريدا ضد جاردينز، قضت المحكمة العليا في الولايات المتحدة في 26 مارس 2013، بأن الشرطة قد انتهكت حقوق التعديل الرابع لمالك منزل عندما قادوا كلبًا يشم المخدرات إلى الباب الأمامي لمنزل يُشتبه في أنه يستخدم لزراعة الماريجوانا.
في قرار بنسبة 5 مقابل 4، قالت المحكمة إن الشرطة قد أجرت «عملية تفتيش» عندما دخلوا إلى ملكية الشخص وأخذوا الكلب إلى شرفة المنزل الأمامية. وبما أن الشرطة لم تحصل على مذكرة تفتيش أولًا، يُعتبر البحث غير دستوري. وقالت المحكمة إن ضباط الشرطة انتهكوا قاعدة أساسية من التعديل الرابع من خلال الاقتحام الجسدي للمنطقة المحيطة بمنزلٍ خاص لأغراض متعلقة بالتحقيق ودون الحصول على أمر قضائي.